# Semeyavia
Semeyavia war eine kasachische Fluggesellschaft mit Sitz in Semei und Basis auf dem Flughafen Semei.

## Geschichte
Semeyavia wurde 1997 gegründet und stand bis 8. Dezember 2016 auf der Liste der Betriebsuntersagungen für den Luftraum der Europäischen Union und durfte diese somit in diesem Zeitraum nicht anfliegen.
2013 wurde die Airline geschlossen. Die Luftfahrtbehörden des Landes haben das Zertifikat für Flüge innerhalb Kasachstans entzogen.

## Flotte
Mit Stand Dezember 2013 besteht die Flotte der Semeyavia aus drei Jakowlew Jak-40.